# Francisco Donzelot
Francisco Donzelot (Bogotá; 19 de mayo de 1986) es un futbolista colombiano nacionalizado francés. Juega como defensa. Actualmente se encuentra sin equipo, su último club fue el FC Mulhouse de Francia.

## Clubes
| Club               | País    | Año         |
| ------------------ | ------- | ----------- |
| Nantes B           | Francia | 2004 - 2006 |
| Nantes             | Francia | 2006 - 2007 |
| Es Fréjus          | Francia | 2007 - 2008 |
| Red Star           | Francia | 2008 - 2009 |
| FC Paris           | Francia | 2009 - 2010 |
| Racing Estrasburgo | Francia | 2010 - 2015 |
| Mulhouse           | Francia | 2015 - 2016 |